# Adelaide Malanotte

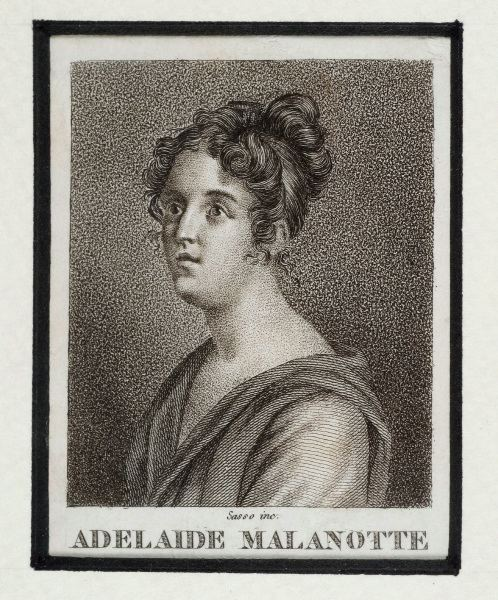
Adelaide Malanotte

Adelaide Malanotte (Verona, 7 januari 1785 – Salò, 31 december 1832) was een Italiaanse operazangeres; zij was een contra-alt. Malanotte leefde (vanaf 1815) in het koninkrijk Lombardije-Venetië, een land in Noord-Italië onder Oostenrijks bestuur.
Zij behoorde begin 19e eeuw tot een generatie contra-alten die het muzikale erfgoed innamen wat castraten in het ancien régime brachten.

## Levensloop
Malanotte groeide op in Verona in de republiek Venetië, in het gezin van Antonio Malanotte en Rosa Girelli. In 1801 huwde ze met Giacomo Montrésor, een Frans ambtenaar; dit huwelijk vond plaats met speciale toelating voor haar omdat zij minderjarig was. Twee zonen werden geboren, Giovanni Battista in 1802 en Antonio in 1803. Het gezin kende financiële zorgen zodat zij in 1806 koos voor een carrière als operazangeres. Haar optredens brachten haar in verschillende Noord-Italiaanse steden en vanaf 1808 ook in Florence, Ravenna en Rome. Dit laatste leidde tot een feitelijke scheiding tussen haar en Giacomo Montrésor.
Vanaf 1812 leefde zij samen met graaf Luigi Lechi (1786-1867), een gediplomeerd arts doch actief als librettist en later als een activist tegen het Oostenrijks regime. Via Lechi geraakte Malanotte in contact met Gioachino Rossini. Rossini koos haar uit voor de hoofdrol in de opera Tancredi; de première werd uitgevoerd in het Teatro La Fenice in Venetië (1813). Haar minnaar Lechi had het libretto geschreven. Het werd een triomf. Ze werd uitgenodigd voor uitvoeringen van Tancredi in andere Italiaanse steden, tot in Napels in het koninkrijk der Beide Siciliën. Lechi herschreef het libretto doch de nieuwe versies kenden volstrekt geen succes. Het was de eerste versie zoals uitgevoerd in Venetië die Malanotte bracht.
In de jaren 1815-1825 bracht Malanotte nog andere opera’s van Rossini. Nadien trad ze minder op. Het koppel Lechi en Malanotte trok zich meer en meer terug op een eiland op het Gardameer. Daar organiseerden ze literaire avonden in hun villa. Ook politieke meetings gericht tegen het Oostenrijks regime, vonden er plaats. Ook Malanotte’s echtgenoot Montrésor verbleef met hun beide zonen occasioneel in de villa.
De Oostenrijkse gendarmerie had lucht gekregen van de revolutionaire activiteiten in deze villa in het Gardameer. Lechi werd gedurende 16 maanden in de gevangenis opgesloten. Malanotte had nochtans de politie misleid om te verhinderen dat Lechi werd gearresteerd.
Zij stierf in 1832 aan het Gardameer ten gevolge van een hartaanval. Haar oudste zoon Giovanni Battista Montrésor werd later bekend als operazanger in Zuid-Amerika en nadien als muziekleraar in Boekarest. Haar minnaar Lechi werd, na de eenmaking van Italië, senator.
- Gemeinsame Normdatei: 1019394358
- International Standard Name Identifier: 0000 0003 6761 1685
- Nationale Bibliotheek van Tsjechië: js2015877297
- Istituto Centrale per il Catalogo Unico: INTV042483
- Virtual International Authority File: 90220610